# Orthotrichia indica
Orthotrichia indica är en nattsländeart som beskrevs av Martynov 1935. Orthotrichia indica ingår i släktet Orthotrichia och familjen smånattsländor. Inga underarter finns listade i Catalogue of Life.